# Universidad del Samnio
La Universidad del Samnio (en italiano: Università degli Studi del Sannio, UNISANNIO) es una universidad pública italiana ubicada en Benevento, capital histórica del Samnio, fundada en 1998.

## Historia
La Universidad nació como sucursal beneventana de la Universidad de Salerno. En 1990 se establecieron la Facultad de Ciencias Económicas y Sociales (luego llamada Facultad de Economía) con los cursos de licenciatura en Economía Bancaria, Economía Financiera, Economía de Seguros y Estadística, y la Facultad de Ingeniería con un curso en Ingeniería Informática. Posteriormente se estrenó la Facultad de Ciencias con cursos en Biología y Geología. A partir de 1994, las Facultades de Ciencias Económicas y Sociales y de Ingeniería adquirieron plena autonomía de la Universidad de Salerno; el mismo año fue creada también la Facultad de Ciencias Matemáticas, Físicas y Naturales, que consta de dos cursos en Biología y Geología (inicialmente la sede se encontraba en Paduli, hasta que en 1998 fue transferida a Benevento).
La Universidad es miembro del Centro Euro-Mediterráneo para el Cambio Climático (CMCC).

## Organización
La Universidad se subdivide en 3 departamentos:
- Derecho, Economía, Administración y Métodos Cuantitativos
- Ingeniería
- Ciencias y Tecnologías